# Râciu
Râciu (Hongaars: Mezőrücs) is een comună in het district Mureş, Transsylvanië, Roemenië. Het is opgebouwd uit vijftien dorpen, namelijk:
- Căciulata
- Coasta Mare
- Cotorinau
- Cureţe
- Hagău
- Leniş
- Nima Râciului
- Obârşie
- Pârâu Crucii
- Râciu
- Sânmărtinu de Câmpie
- Ulieş
- Valea Sânmărtinului
- Valea Seacă
- Valea Ulieşului

## Demografie
In 2002 telde de comună zo'n 3.752 inwoners, in 2007 waren dit er nog 3.647. Dat is een daling van 105 inwoners (-2,8%) in vijf jaar tijd. Volgens de volkstelling van 2007 waren er zo'n 3.647 mensen van wie 3.282 (90%) Roemenen, 219 (6%) Roma en 146 (4%) Hongaren.
De Hongaren woonden vooral in het dorp Ulies (Nagytölyves), het had in 2011 in totaal 534 inwoners, waarvan 51 Hongaren (9,6%)

## Zie ook

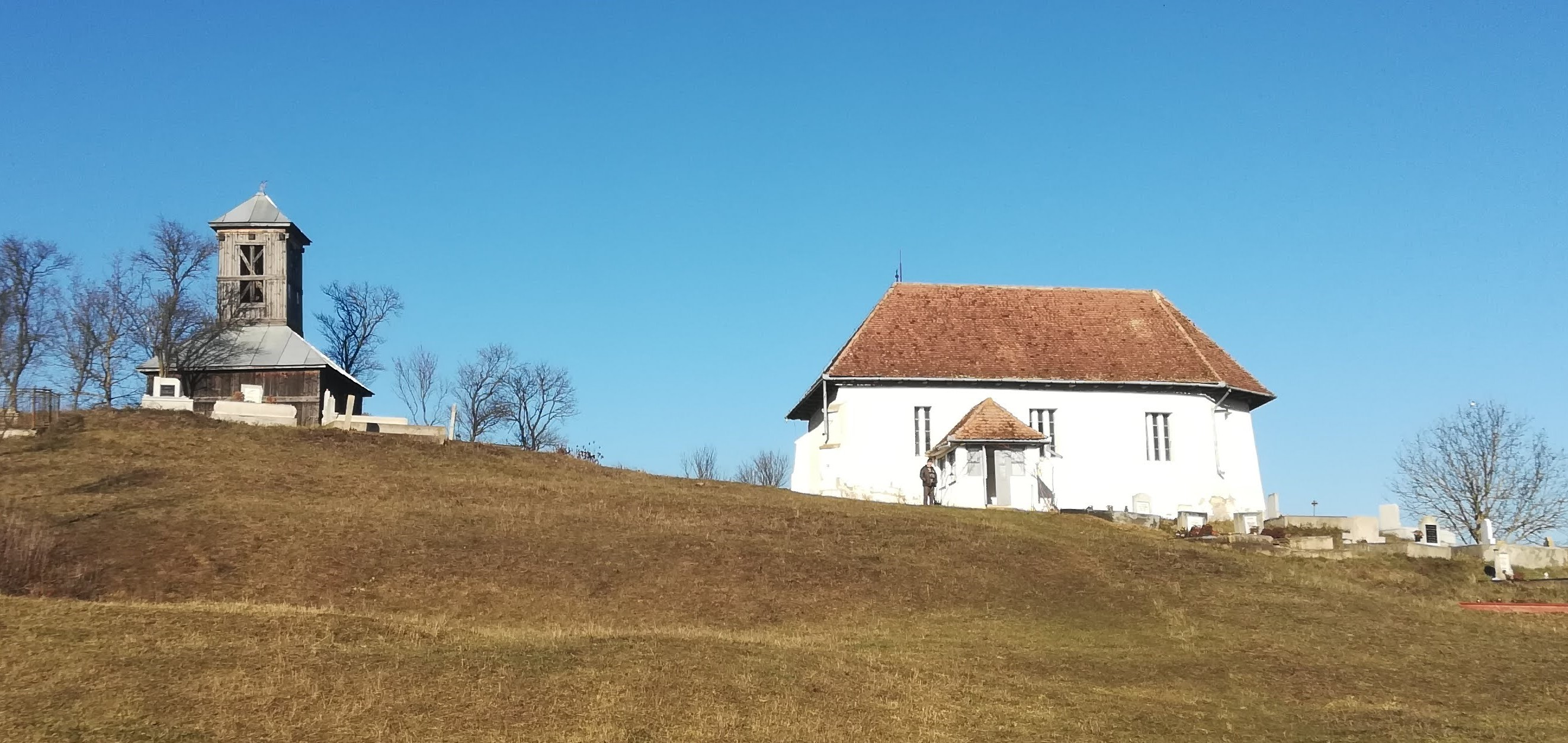
Hongaars Gereformeerde kerk met klokkenstoel van Ulies